# 金狐蝠
金狐蝠（Pteropus phaeocephalus），又名黑首狐蝠，是一種狐蝠科。
牠們是密克羅尼西亞群島的特有種。牠們因失去棲息地而受到威脅，为极危物种。